# グイン・スミス
オーウェン・グイン・スミス（Owen Guinn Smith、1920年5月2日 - 2004年1月20日）は、アメリカ合衆国の陸上競技選手である。スミスは、1948年に開催されたロンドンオリンピックで、棒高跳で金メダルを獲得した。

## 経歴
オーウェン・グイン・スミスはテキサス州で生まれ、子供時代にカリフォルニア州に引っ越した。スミスはもともと走高跳の選手だったが、彼が入学を希望していたカリフォルニア大学バークレー校には、既に強豪揃いの走高跳選手の集団があった。そこで、彼は棒高跳の選手になる道を選んだ。
歴史の専攻課程を終えて大学を卒業する直前の1941年に、スミスは全米大学体育協会（NCAA）の棒高跳競技で優勝した。第2次世界大戦中には、スミスはアメリカ空軍のパイロットとしてアジア方面で働いた。
スミスは1947年に陸上競技に復帰し、同年に行われた競技会で国内チャンピオンとなってロンドンオリンピックへの参加資格を得た。競技は雨模様の中で行われ、ただ一人最後の試技で4m30cmの記録を出したスミスが金メダルを獲得した。
スミスは2004年に、肺気腫で死去した。